# پل والش
پل والش (به انگلیسی: Paul Walsh) زادهٔ ۱ اکتبر ۱۹۶۲ بازیکن فوتبال اهل انگلستان که سابقهٔ بازی در تیم ملی فوتبال انگلستان را در کارنامهٔ خود دارد. وی در تاریخ ۱۲ ژوئن ۱۹۸۳ نخستین بازی ملی خود را در مقابل تیم ملی فوتبال استرالیا انجام داد و با حضور در ۵ بازی ملی، در تاریخ ۲ مه ۱۹۸۴ واپسین بازی ملی‌اش را در برابر تیم ملی فوتبال ولز برگزار کرد.
این بازیکن توانسته در بازی‌های ملی، ۱ گل به ثمر برساند.